# 山下柊哉
山下 柊哉（やました しゅうや、1999年4月16日 - ）は、石川県出身のサッカー選手。ポジションはDF。

## クラブ歴
石川県に生まれ、岡山県作陽高等学校、常葉大学に進学。大学時代には主将も務めた。
2021年1月17日にアルビレックス新潟シンガポールに加入し選手となった。同年、シンガポールプレミアリーグベストイレブンに選出された。
2022年1月4日にタンピネス・ローバースFCに完全移籍。